# Домингес, Альфонсо
Альфо́нсо Энри́ке Доми́нгес Майда́на (исп. Alfonso Enrique Domínguez Maidana; род. 24 сентября 1965, Дурасно) — уругвайский футболист, выступавший на позиции защитника за сборную Уругвая.

## Клубная карьера
Альфонсо Домингес начинал карьеру футболиста в уругвайском клубе «Пеньяроль». В конце октября 1987 года он сыграл за него во всёх трёх матчах финала Кубка Либертадорес против колумбийской «Америки» из Кали. «Пеньяроль» выиграл третью дополнительную встречу и стал обладателем Кубка Либертадорес. В 1992 году защитник перешёл в аргентинский «Ривер Плейт», но не закрепился там и в 1993 году вернулся в Уругвай, став игроком «Насьоналя», непримиримого соперника «Пеньяроля». Свою карьеру футболиста Домингес заканчивал в 2000 году, будучи футболистом клуба «Уракан Бусео» из Монтевидео.

## Карьера в сборной
Альфонсо Домингес был включён в состав сборной Уругвая на Кубок Америки по футболу 1987 года в Аргентине. На турнире он сыграл в полуфинале с Аргентиной и Чили в финале (Уругвай в качестве действующего чемпиона стартовал с полуфинала).
На Кубке Америки 1989 года в Бразилии Альфонсо Домингес провёл за Уругвай все семь матчей команды на турнире: первого этапа (с Эквадором, Боливией, Чили и Аргентиной) и финального этапа (с Парагваем, Аргентиной и Бразилией).
На чемпионате мира 1990 года в Италии Альфонсо Домингес выходил в стартовом составе во всех четырёх матчах своей команды на турнире: группового этапа с Испанией, Бельгией, Южной Кореей и 1/8 финала с Италией.

## Достижения
«Пеньяроль»
- Чемпион Уругвая (3): 1985, 1986, 1993
- Обладатель Кубка Либертадорес (1): 1987

 Сборная Уругвая
- Обладатель Кубка Америки (1): 1987